# 李玉贞
李玉贞（1937年—），女，出生于中华民国青岛市，中国社会科学院研究员，在苏联共产国际史与国民党早期党史研究有重要成就。

## 经历

### 概述
李玉贞1937年生于青岛，1959年毕业于北京外国语大学俄罗斯语言文学系，先后任教于此校和首都师范大学俄语系，1977年起进入中国社会科学院近代史研究所，从事共产国际与中国、中苏关系研究与史料翻译。她是中国社会科学院研究员，享受国务院特殊津贴。1986年至2011年间，她多次赴荷兰、俄罗斯、德国、韩国、美国等做学术访问或担任客座研究员。

### 进入共产国际研究
1978年起，中国社会科学院据上级安排开始着手翻译共产国际与中国关系的史料与研究。在时任近代史研究所所长黎澍的安排下，李玉贞参与此工作。这便有了后来从1981年陆续出版的《共产国际有关中国革命的文献资料》。故而国民党元老邹鲁之子，邹达先生，认为李“没有前辈黎澍的引导，就不会共产国际研究这一领域”。
在翻译过程中，李玉贞发现原始材料与当时已经出版的著作在内容上相距甚远，有关孙中山的情况就是一例，“故一切要从头开始”。1996年，李出版了《孙中山与共产国际》，邹达认为这是有学术水平的著作。
1994年，5卷本俄文版《联共（布）、共产国际与中国 1920—1925》出第一卷，这是关于共产国际史料解密之集成。当时，李为撰写《马林传》而到俄收集资料，其专业素养受俄学术界肯定。后来承担第一卷中译的工作，该书在1997年4月出版。这本书有文献205件，共670页，邹达赞赏它“将对中国影响深远的史实重现于国人之前，嘉惠士林，不止一端”。

### 《国民党与共产国际 1919—1927》
《国民党与共产国际 1919—1927》是李玉贞的代表作，作者在该书中大量使用国内外原始档案文献和研究成果，包括文献集《联共、共产国际与中国》，英文版《国际新闻通讯》，俄文版《共产国际》及共产国际代表大会和执行委员会的速记记录，台北中国国民党中央委员会党史委员会政治会议档案，台北中央研究院近代史研究所的中苏关系档案，俄罗斯国家社会政治历史档案馆档案。
该书研究1919—1927年间中国国民党与共产国际的关系，提出“国家利益应是研究这个问题的尺度”，质疑“马克思主义=列宁主义”，揭露孙中山“西北计划”险些将新疆领土割让给苏联的历史事实。章百家总结了该书的四个新观点：
1. 苏俄与国民党的分合乃是利益所致；
2. 苏俄对话外交有其国家利益，所谓革命政权也“承袭了沙俄扩张主义的传统”；
3. 共产国际奉行的是为苏俄外交服务的方针；
4. 苏俄对华政策脱离实际。

## 著作

### 专著
《十二春秋爱与恨——蒋经国旅苏生活秘闻》
《孙中山与共产国际》
《马林传》
《国民党与共产国际 1919—1927》

### 主编
《马林与第一次国共合作》
《青年共产国际与中国青年运动》

### 译作
《联共（布）、共产国际与中国》第一卷
《共产国际有关中国革命的文献资料》

### 学术论文
《孙中山与共产国际关系的若干问题》
《国民政府和苏联的最后博弈者》
《孙中山与列宁关系的几个问题》
《孙文越飞联合声明的幕后台前》

## 评价
中共中央党史研究室原副主任章百家：“李先生长期从事中国革命与共产国际关系的研究，是最早开始在海外收集有关档案资料的大陆学者。”